# Autophila ankara
Autophila ankara är en fjärilsart som beskrevs av Swinhoe 1900. Autophila ankara ingår i släktet Autophila och familjen nattflyn. Inga underarter finns listade i Catalogue of Life.